# Atherigona nitidifrons
Atherigona nitidifrons är en tvåvingeart som beskrevs av Fritz Isidore van Emden 1956. Atherigona nitidifrons ingår i släktet Atherigona och familjen husflugor. Inga underarter finns listade i Catalogue of Life.